# Houdrigny
Houdrigny (en lorenés Hondrègni) es un pueblo del municipio belga de Meix-devant-Virton ubicado en la Región Valona en la provincia de Luxemburgo.
Antes de la fusión municipal de 1977, formaba parte de Villers-la-Loue.

## Geografía
El pueblo está atravesado de norte a sur por la carretera nacional 88 que conecta Florenville y Athus (Aubange). Limita al oeste con la línea ferroviaria 165 Athus-Meuse y con Chevratte, un afluente del Ton.

## Toponimia
- Houteringen XVI XVI siglo ).[1]

## Patrimonio
- Todavía existen dos lavaderos en Houdrigny. Uno (rue des Paquis) ha sido reasignado a vivienda. El otro (rue Yvan Gils) primero albergó un aserradero antes de ser transformado en un generador de electricidad.[2]
- La cueva de Houdrigny es en realidad una pequeña cavidad hecha por el hombre a orillas del Chevratte. Dispuesto como un lugar de culto, alberga una misa católica anual.
- El cementerio militar 14-18 pertenece al estado francés. Muchos soldados del 87o Regimiento de Infantería de Saint-Quentin que cayeron en22 août 191422 de agosto de 1914 están enterrados allí.